# Tressentin
Tressentin ist ein Ortsteil der Stadt Marlow im Landkreis Vorpommern-Rügen in Mecklenburg-Vorpommern.
Der Ort liegt nordwestlich des Hauptortes Marlow an der Landesstraße L 181. Östlich fließt die Recknitz, nordöstlich erstreckt sich das 103 ha große Naturschutzgebiet Torfstichgelände bei Carlewitz und südöstlich das 1470 ha große Naturschutzgebiet Unteres Recknitztal.

## Baudenkmale
In der Liste der Baudenkmale in Marlow ist für Tressentin das Gutshaus mit Wirtschaftsgebäude (An den Linden 6) als einziges Baudenkmal aufgeführt.